# Volfram
A Volfram germán eredetű férfinév, jelentése: farkas + holló.

## Gyakorisága
Az 1990-es években szórványos név, a 2000-es években nem szerepel a 100 leggyakoribb férfinév között.

## Névnapok
- március 20.[2]

## Híres Volframok
- Wolfram von Eschenbach német költő